# Chega
Chega (CH), Portugees voor "Genoeg", is een rechts-populistische politieke partij in Portugal.

## Geschiedenis
Chega werd opgericht door André Ventura, een doctor in de rechten en voormalig belastingambtenaar, die in 2017 was gekozen als de belangrijkste kandidaat van de sociaaldemocratische partij PSD voor de gemeenteraad van Loures in het noorden van Lissabon. Hij nam echter ontslag uit deze functie, verliet de PSD en richtte Chega op.
Voor de Europese verkiezingen van 2019 sloeg Chega de handen ineen met Partido Popular Monárquico en Partido Cidadania e Democracia Cristã om de BASTA!-coalitie te vormen en kreeg 1,49% van de stemmen. Dit was niet genoeg voor een mandaat en de coalitie werd ontbonden. Bij de verkiezingen voor het Portugese parlement in oktober 2019 kreeg de partij 1,3% van de stemmen en kwam het parlement binnen met één afgevaardigde - voorzitter André Ventura.
In juli 2020 kondigde de partij aan zich aan te sluiten bij de rechts-populistische en extreemrechtse Europese Identiteit en Democratie Partij (ID).
Bij de verkiezingen voor het Portugese parlement in 2022 kreeg de partij 7,2% van de stemmen en kwam het parlement binnen met 12 afgevaardigden.
Eind januari 2023 werd André Ventura als enige kandidaat herkozen als partijleider met 98,3% van de stemmen op het vijfde partijcongres van Chega. De partij behaalde in maart 2024 18,1% van de stemmen en vergrootte de fractie tot een totaal van 50 afgevaardigden, een winst van 38 zetels in vergelijking met 2022.
Bij de verkiezingen voor het Europees Parlement in 2024 behaalde de partij 9,99% van de stemmen, goed voor twee zetels. Chega sloot zich aan bij de nieuwe radicaal-rechtse fractie Patriotten voor Europa, die voornamelijk bestond uit voormalige leden van de ID-fractie.

## Kiezers
Volgens Luca Manucci, onderzoeker aan het Instituut voor Sociale Wetenschappen (ICS) van de Universiteit van Lissabon, zijn de kiezers van Chega vooral voormalige sympathisanten van de Volkspartij CDS-PP. Deze kiezers zijn meestal mannen en hebben een bovengemiddeld inkomen. Onder de leden van Chega bevinden zich ook voormalige leden van de PSD, zoals professor in de rechten António Pinto Pereira. André Ventura was zelf tot 2018 lid van de sociaaldemocratische partij PSD.

## Verkiezingsuitslagen

### Verkiezingen voor het Portugese parlement
| Resultaten | Resultaten     | Resultaten      | Resultaten |
| Jaar       | Aantal stemmen | Aandeel stemmen | Zetels     |
| ---------- | -------------- | --------------- | ---------- |
| 2019       | 66.442         | 1,3 %           | 1          |
| 2022       | 410.965        | 7,2 %           | 12         |
| 2024       | 1.169.836      | 18,1 %          | 50         |